# Volker Wilms
Volker Wilms (* 1956 in Köln) ist ein deutscher Fernsehjournalist.

## Leben und Wirken
Wilms studierte von 1978 bis 1983 Musikwissenschaft, Geschichte und Kunstgeschichte in Mainz. Während des Studiums und danach war er freier Mitarbeiter der ZDF-Drehscheibe. Von 1986 bis 1990 arbeitete er als Reporter und Redakteur für die Tele-illustrierte des ZDF. 1991 war er Chef vom Dienst des ZDF-Mittagsmagazins, im Folgejahr des ZDF-Morgenmagazins.
Von 1993 bis 1999 war Wilms stellvertretender Redaktionsleiter des ZDF-Morgenmagazins, danach bis 2004 Redaktionsleiter der Talkshow Berlin Mitte. Mit seinem Team erhielt er in dieser Zeit einen Ernst-Schneider-Preis in der Kategorie Fernsehen/Talkshow (2002). Nach einer Zeit als Chef vom Dienst in der Hauptredaktion Politik und Zeitgeschehen des ZDF kehrte er 2013 als Redaktionsleiter zur Talkshow von Maybrit Illner zurück bis zu seinem Ruhestand im Dezember 2022.
Wilms ist verheiratet und hat einen Sohn und eine Tochter.